# Cardiophorus minutus
Cardiophorus minutus là một loài bọ cánh cứng trong họ Elateridae. Loài này được Har. Lindberg miêu tả khoa học năm 1951.